# 構造関係技術基準
本項では、建築基準法等における建築物の構造関連の技術的な基準に関する規定の解説書である『建築物の構造関係技術基準解説書』（けんちくぶつのこうぞうかんけいぎじゅつきじゅんかいせつしょ）について説明する。

## 概説
『建築物の構造関係技術基準解説書』は、建築基準法やその関連法令、国土交通省告示等における建築物の構造に関する規定について解説したもので、これらの規定に適合する必要がある構造設計において用いられる。また、建築確認及び構造計算適合性判定等の手続きでは、本書に即して判断が行われる。
かつての『構造計算指針・同解説』や『建築物の構造規定』の後継にあたる。最新版は2020年に発行された『2020年版 建築物の構造関係技術基準解説書』で、2007年に発行された『2007年版 建築物の構造関係技術基準解説書』を改訂した2015年版をさらに改訂したものである。
表紙が黄色であるため、「黄色本」の通称で呼ばれる。本書の編集等は以下の団体によって行われている。
- 監修 - 国土交通省国土技術政策総合研究所、国立研究開発法人建築研究所
- 編集協力 - 国土交通省住宅局建築指導課、日本建築行政会議、一般社団法人日本建築構造技術者協会
- 編集 - 一般財団法人建築行政情報センター、一般財団法人日本建築防災協会
- 発行 - 全国官報販売協同組合[3]